# Chính sách thị thực của Argentina
Du khách đến Argentina phải xin thị thực từ phái bộ ngoại giao Argentina trừ khi họ đến từ một trong những quốc gia được miễn thị thực.

## Bản đồ chính sách thị thực

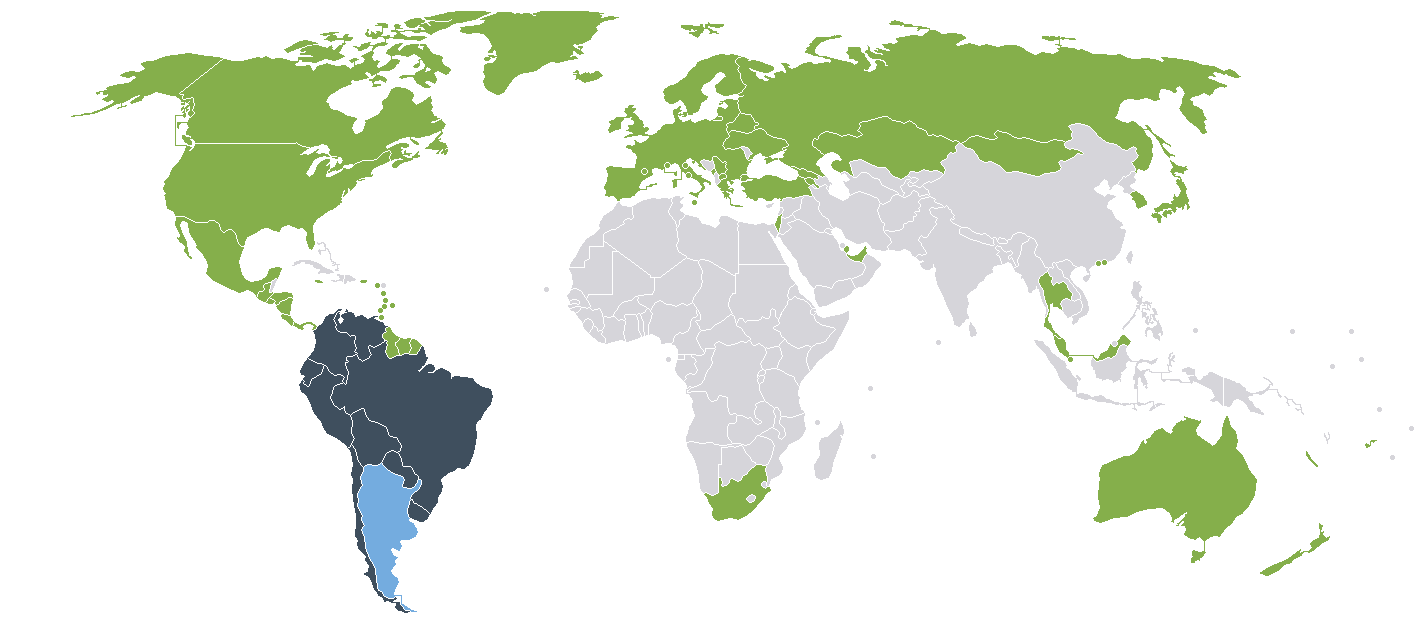
Chính sách thị thự Argentina
Argentina
Miễn thị thực
Có thể nhập cảnh với thẻ căn cước ID

## Miễn thị thực
Người sở hữu hộ chiếu của 87 quốc gia và vùng lãnh thổ sau có thể đến Argentina không cần thị thực lên đến 90 ngày (trừ khi có chú thích):
| - Tất cả công dân Liên minh Châu Âu1 \| - Andorra - Armenia - Úc - Barbados - Belarus - BoliviaID - BrasilID - Canada - ChileID - ColombiaID - Costa Rica - EcuadorID - El Salvador - Fiji - Gruzia - Grenada - Guatemala - Guyana - Haiti - Hồng Kông - Honduras - Iceland - Israel - Jamaica (30 ngày) - Nhật Bản - Kazakhstan (30 ngày) - Liechtenstein - Macedonia - Malaysia (30 ngày) \| - Mexico - Monaco - Montenegro - New Zealand - Nicaragua - Na Uy - Panama - ParaguayID - PeruID - Nga - Saint Kitts và Nevis - Saint Lucia - Saint Vincent và Grenadines - San Marino - Serbia - Singapore - Nam Phi - Hàn Quốc - Suriname - Thụy Sĩ - Thái Lan - Trinidad và Tobago - Thổ Nhĩ Kỳ - Ukraina - Các Tiểu vương quốc Ả Rập Thống nhất - Hoa Kỳ - UruguayID - Thành Vatican - VenezuelaID \| \| | |  |
| - Andorra - Armenia - Úc - Barbados - Belarus - BoliviaID - BrasilID - Canada - ChileID - ColombiaID - Costa Rica - EcuadorID - El Salvador - Fiji - Gruzia - Grenada - Guatemala - Guyana - Haiti - Hồng Kông - Honduras - Iceland - Israel - Jamaica (30 ngày) - Nhật Bản - Kazakhstan (30 ngày) - Liechtenstein - Macedonia - Malaysia (30 ngày) | - Mexico - Monaco - Montenegro - New Zealand - Nicaragua - Na Uy - Panama - ParaguayID - PeruID - Nga - Saint Kitts và Nevis - Saint Lucia - Saint Vincent và Grenadines - San Marino - Serbia - Singapore - Nam Phi - Hàn Quốc - Suriname - Thụy Sĩ - Thái Lan - Trinidad và Tobago - Thổ Nhĩ Kỳ - Ukraina - Các Tiểu vương quốc Ả Rập Thống nhất - Hoa Kỳ - UruguayID - Thành Vatican - VenezuelaID |  |

1 - không áp dụng với người sở hữu hộ chiếu chủ thể Anh và Người được bảo vệ Anh.

ID - Có thể đến với thẻ căn cước.
| Ngày hủy bỏ thị thực |
| --- |
| Danh sách này không đầy đủ, bạn cũng có thể giúp mở rộng danh sách. - Không rõ: Úc, Bolivia, Chile, Costa Rica, Ecuador, Guatemala, Israel, Nhật Brn, Luxembourg, Macedonia, Monaco, Montenegro, New Zealand, Paraguay, Peru, Serbia, Hàn Quốc, Uruguay, Hoa Kỳ và Venezuela. - 15 tháng 7 năm 1958: Hà Lan - 1 tháng 8 năm 1958: Đức, Switzerland - 29 tháng 9 năm 1958: Liechtenstein - 1 tháng 7 năm 1959: Bỉ - 1 tháng 8 năm 1960: Áo - 1 tháng 1 năm 1962: Đan Mạch, Finland, Japan, Na Uy, Sweden - 10 tháng 6 năm 1965: Ireland - 12 tháng 11 năm 1965: Tây Ban Nha - 21 tháng 5 năm 1968: Ý - 27 tháng 3 năm 1969: Colombia - 1972-1973: Mexico - 31 tháng 1 năm 1975: Hy Lạp - 15 tháng 11 năm 1979: Bồ Đào Nha - 28 tháng 9 năm 1984: Barbados - 23 tháng 3 năm 1988: El Salvador - 8 tháng 6 năm 1990: Vương quốc Anh (đã tiếp tục) - 11 tháng 6 năm 1990: ThànhVatican - 21 tháng 11 năm 1990: Ba Lan - 15 tháng 12 năm 1990: Hungary - 4 tháng 7 năm 1991: Malta - 25 tháng 3 năm 1992: Nicaragua - 8 tháng 8 năm 1992: Thổ Nhĩ Kỳ - 23 tháng 2 năm 1993: Hồng Kông (vì là lãnh thổ thuộc Anh) - 20 tháng 8 năm 1993: San Marino - 3 tháng 5 năm 1994: Slovenia - 7 tháng 10 năm 1994: Malaysia - 24 tháng 12 năm 1994: Pháp (resumed) - 1 tháng 3 năm 1995: Croatia - 7 tháng 5 năm 1996: Honduras - 9 tháng 7 năm 1996: Panama - 15 tháng 8 năm 1997: Jamaica - 10 tháng 9 năm 1997: Andorra - 22 tháng 7 năm 1998: Nam Phi - 5 tháng 8 năm 1999: Singapore - 2 tháng 1 năm 2000: Cộng hòa Séc - 21 tháng 4 năm 2000: Trinidad và Tobago - 22 tháng 4 năm 2000: Brazil - 24 tháng 5 năm 2001: Saint Lucia - 25 tháng 7 năm 2001: Grenada - 28 tháng 9 năm 2001: Iceland - 15 tháng 10 năm 2001: Slovakia - 30 tháng 12 năm 2003: Lithuania - 7 tháng 1 năm 2004: Estonia - 14 tháng 1 năm 2004: Hồng Kông - 3 tháng 2 năm 2004: Latvia - 17 tháng 6 năm 2004: Saint Vincent và Grenadines - 19 tháng 6 năm 2004: Guyana - 19 tháng 4 năm 2005: Saint Kitts và Nevis - 30 tháng 12 năm 2005: Romania - 29 tháng 8 năm 2006: Bulgaria - 13 tháng 10 năm 2006: Thái Lan - 29 tháng 6 năm 2009: Nga - 2 tháng 10 năm 2011: Ukraina - 19 tháng 1 năm 2012: Armenia - 8 tháng 5 năm 2012: Suriname - 31 tháng 10 năm 2014: Kazakhstan - 5 tháng 9 năm 2015: Georgia - 16 tháng 5 năm 2017: United Arab Emirates - 19 tháng 5 năm 2017: Belarus - 1 tháng 1 năm 2018: Canada - 10 tháng 1 năm 2018: Fiji Đã hủy bỏ - Vương quốc Anh: 2 tháng 4 năm 1982 (tiếp tục lại năm 1990) - Pháp:1 tháng 11 năm 1982 (tiếp tục từ 21 tháng 1 năm 1985); 16 tháng 9 năm 1986 (tiế tục lại năm 1994) |

Miễn thị thực với mọi loại hộ chiếu được ký với  Mông Cổ nhưng chưa thông qua.

## Hộ chiếu ngoại giao và công vụ

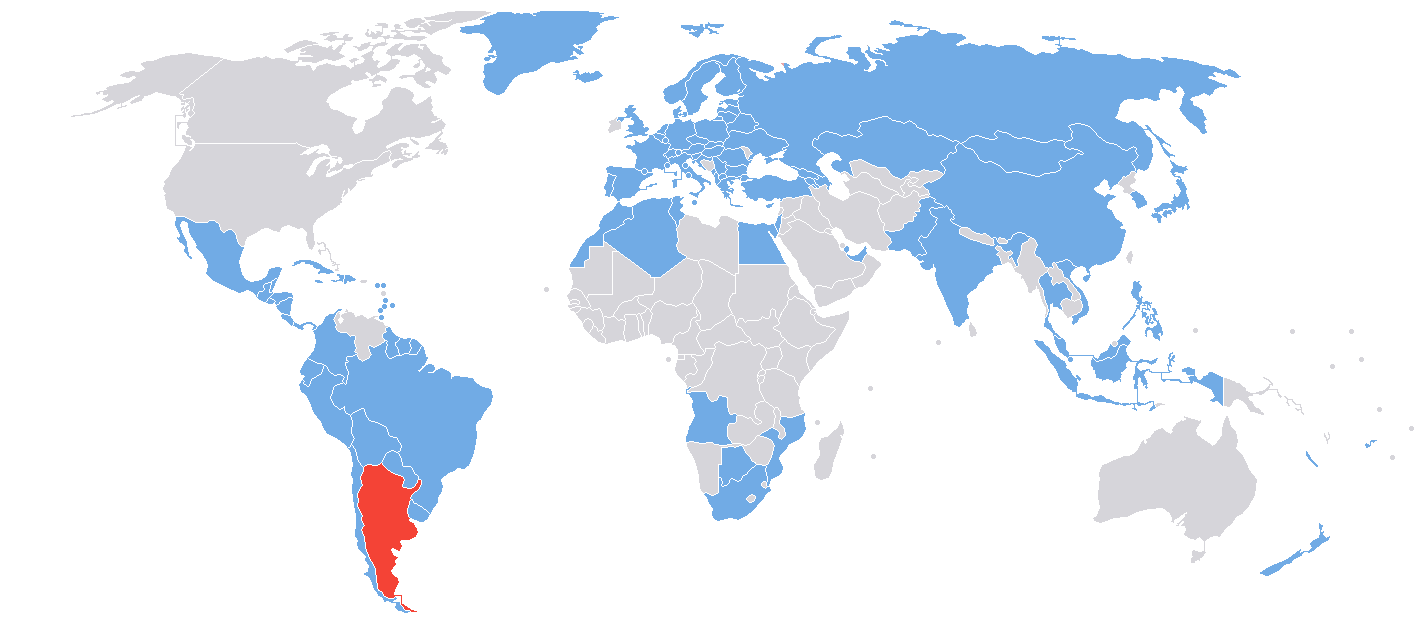
Argentina
Miễn thị thực với hộ chiếu ngoại giao và công vụ

Người sở hữu hộ chiếu ngoại giao và công vụ của Albania, Algérie, Angola, Azerbaijan, Belize, Trung Quốc, Cuba, Cộng hòa Dominica, Ai Cập, Ấn Độ, Indonesia, Maroc, Mozambique, Pakistan, Philippines, Tunisia và Việt Nam không cần thị thực.
Người sở hữu hộ chiếu ngoại giao và công vụ của Úc, Ireland và Hoa Kỳ cần thị thực.

## Cấp phép du hành trực tuyến
Công dân  Trung Quốc có thị thực B2 được cấp bởi Hoa Kỳ và Schengen có thể xin Cấp phép du hành trực tuyến (AVE) với phí US$50 trước khi đến Argentina. Hiệu lực thị thực Mỹ hoặc Schengen phải trên 3 tháng. Thời gian xử lý là 10 ngày làm việc.

## Yêu cầu chứng chỉ du hành
Người sở hữu hộ chiếu của các vùng lãnhthoor sau phải sử dụng chứng chỉ du hành được cấp bởi Argentina thay cho thị thực trước khi du hành:
| - Kosovo - Nauru - Cộng hòa Dân chủ Ả Rập Sahrawi - Đài Loan - Tonga - Tuvalu |